# IC 2417
IC 2417 је ознака објекта на координатама са ректансцензијом 8h 51m 8,7s и деклинацијом + 18° 37" 29'. Открио га је Макс Волф, 13. јануара 1901. Каснијим посматрањима на том положају није уочен никакав астрономски објекат.